# 양심여학교
양심여학교(養心女學校)은 1908년 도정궁(都正宮) 창산군 이해창(李海昌)의 양모이자 경원군 이하전(李夏銓)의 부인(夫人)인 서대혜(徐大慧)의 후원으로 설립된 여자교육기관이다. 1908년 6월에 양원여학교의 운영과 유지를 위한 후원단체로 양원여학교유지회가 조직되었다.
한편 양원여학교유지회의 회장이며 양원여학교의 영어교사로 있던 윤고라(尹高羅)와 유지부인들이 1908년 11월초에 양심여학교 발기회를 조직하고, 이어서 11월 11일에 부인회의 양심여학교 발기회에서 특별총회를 열어 양심여학교 발기회의 부속학교로 양심여학교를 설치하기로 결의함에 따라 양심여학교가 설치되었다.
양심여학교는 윤고라는 교장으로 하고, 유길준(兪吉濬)·윤치오(尹致旿)를 고문으로 하였으며, 도정궁(都正宮) 창산군 이해창(昌山君 李海昌) 부인 이씨를 재무부장으로 하였다.
양심여학교는 결국 도정궁(都正宮) 창산군 이해창(李海昌)의 모친이자 경원군 이하전(李夏銓)의 부인(夫人)인 서대혜(徐大慧)의 후원으로 설립된 여학교로 서대혜는 도덕상 자선의 목적과 교육상의 발달주의로 양심여학교에 대하여 불탄노고(不憚勞苦)를 아끼지 아니하였다.
양심여학교는 1909년 7월의 하기방학 기간에 임시강습회를 개설하고 일반여자들에게 일어·산술·영어 등의 교과목을 가르치기도 하였다.
양심여학교는 후에 1908년 이재극이 설립한 동덕여자의숙(同德女子義塾)과 합병되었으며, 동덕여자의숙은 현재 동덕여자대학교의 모태가 되었다.

## 같이 보기
- 동덕여자의숙
- 동덕여자대학교
- 양원여학교
- 서대혜
- 윤고라